# الذنيب (المضاربة والعارة)

تعديل مصدري - تعديل

الذنيب هي إحدى قرى عزلة المضاربة بمديرية المضاربة والعارة التابعة لمحافظة لحج، بلغ تعداد سكانها 106 نسمة حسب تعداد اليمن لعام 2004.